# James Burnham
James Burnham, född 22 november 1905 i Chicago, Illinois, död 28 juli 1987 i Kent, Connecticut, var en amerikansk sociolog och statsvetare. Han var författare till The Managerial Revolution. Burnham var professor vid New York University.

## Verk
- Introduction to philosophical analysis (med Philip Wheelwright) New York, Henry Holt and Company 1932.
- War and the workers. New York: Workers Party of the United States, 1935 (som John West) alternativ länk
- Why did they "confess"? a study of the Radek-Piatakov trial. New York: Pioneer Publishers, 1937 alternativ länk
- The People's Front: The New Betrayal. New York: Pioneer Publishers, 1937. alternativ länk.
- How to Fight War: Isolation, Collective Security, Relentless Class Struggle? New York: Socialist Workers Party and Young Peoples Socialist League (4th Internationalists), 1938.
- Let the people vote on war! New York: Pioneer Publishers, 1939?
- The Managerial Revolution: What is Happening in the World. New York: John Day Co., 1941.
- In defense of Marxism (against the petty-bourgeois opposition)'' (med Leon Trotsky, Joseph Hansen och William Warde) New York: Pioneer Publishers, 1942
- The Machiavellians: Defenders of Freedom New York: John Day Co., 1943 ISBN 0-89526-785-3
- The struggle for the world New York: John Day Co., 1947
- The case for De Gaulle; a dialogue between André Malraux and James Burnham. New York: Random House, 1948
- The Coming Defeat of Communism New York: John Day Co., 1949
- Why does a country go communist? [An address delivered at the Indian Congress for Cultural Freedom on March 31, 1951] Bombay, Democratic Research Service, 1951
- The case against Adlai Stevenson New York, N.Y.: American Mercury, 1952
- Containment or liberation? An inquiry into the aims of United States foreign policy. New York: John Day Co., 1953
- The Web of Subversion: Underground Networks New York: John Day Co., 1954
- Congress and the American Tradition Chicago, H. Regnery Co., 1959 ISBN 0-7658-0997-4
- Bear and dragon; what is the relation between Moscow and Peking? New York, National Review, in cooperation with the American-Asian Exchange, 1960
- Does ADA run the New Frontier? New York, National Review, 1963
- Suicide of the West: An Essay on the Meaning and Destiny of Liberalism New York: John Day Co., 1964 ISBN 0-89526-822-1
- The War We Are In: The Last Decade and the Next[New Rochelle, NY, Arlington House 1967